# Heat 1X Tycho Brahe

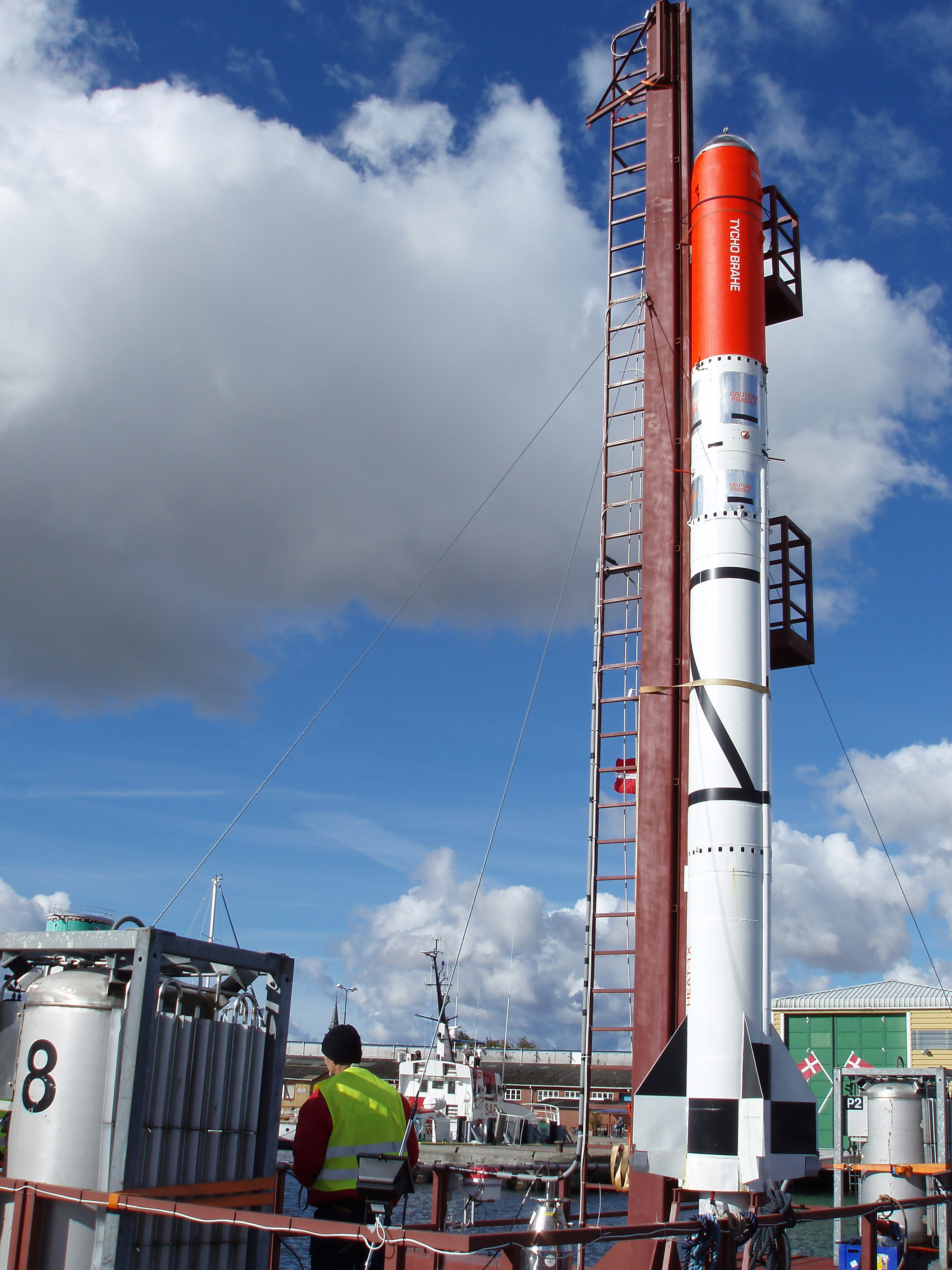
Tycho Brahe

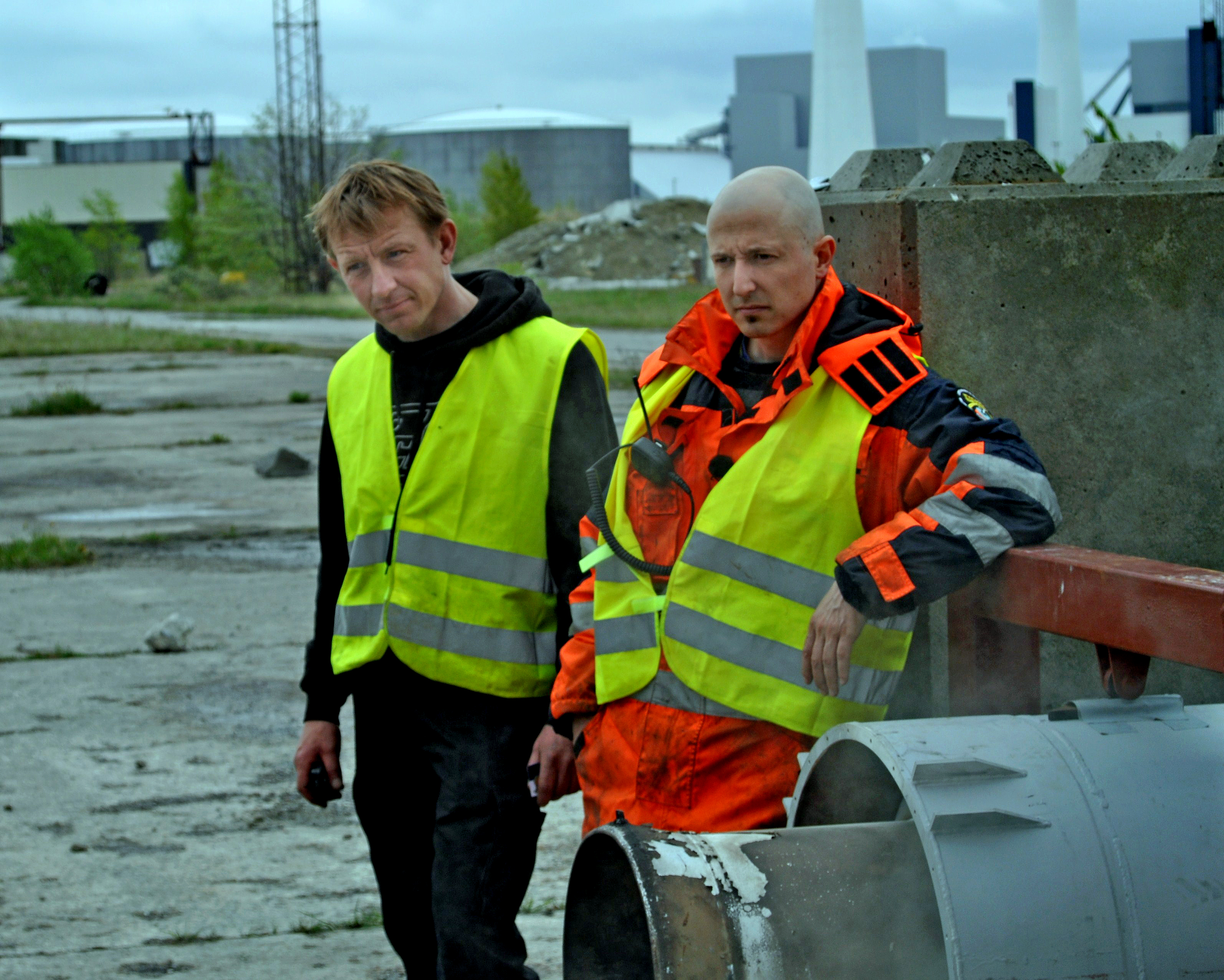
Peter Madsen (L) en Kristian von Bengtson (R)

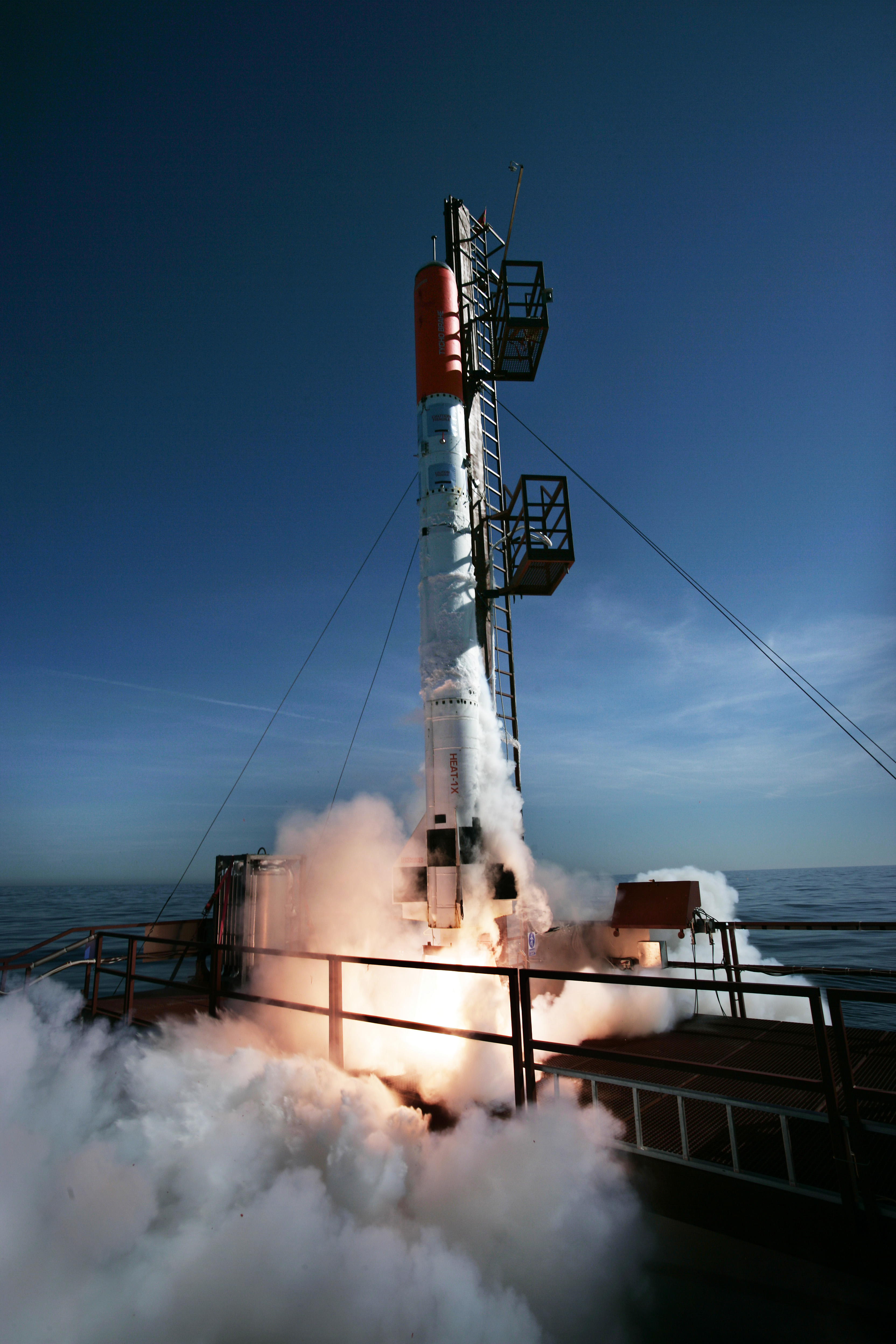
Motorstart en ontbranding

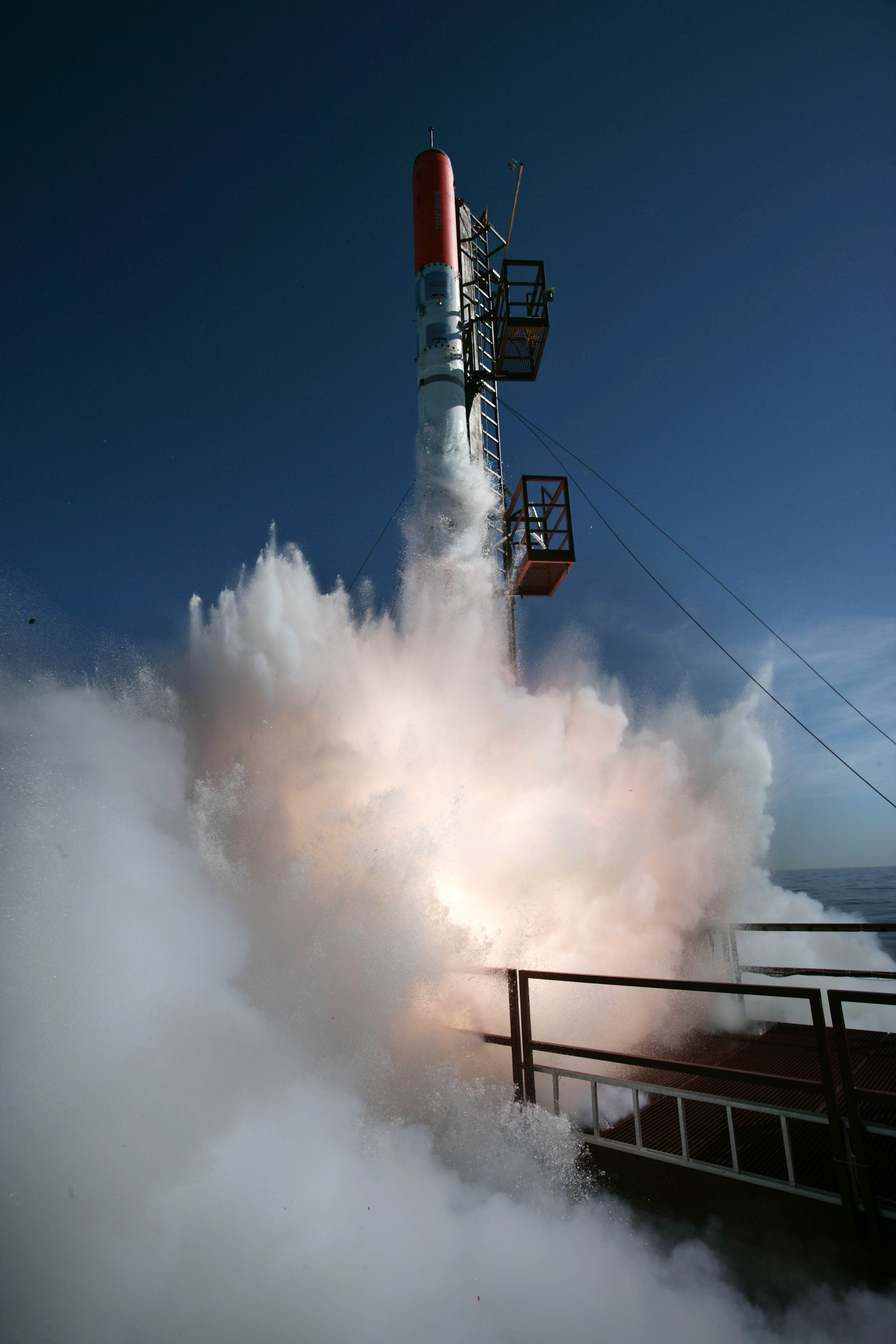
Lift-off

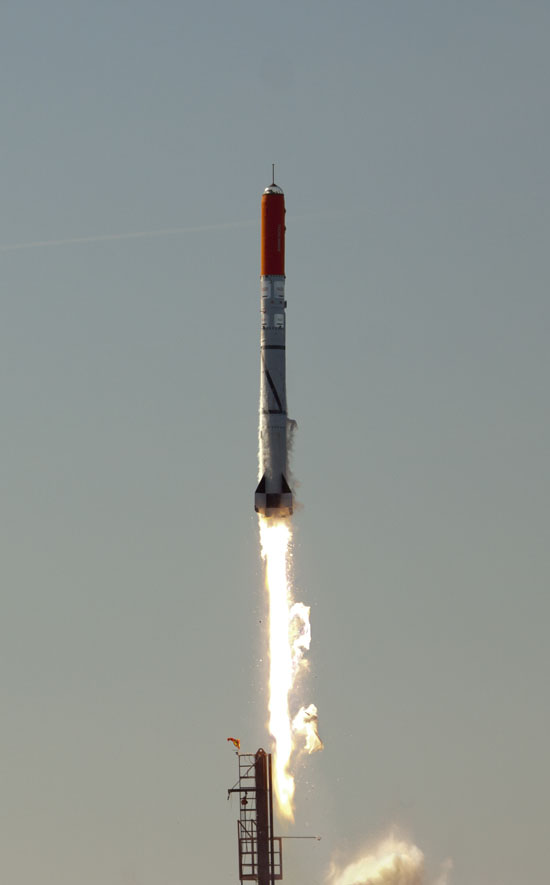
Heat 1X Tycho Brahe - lift-off op 3 juni 2011

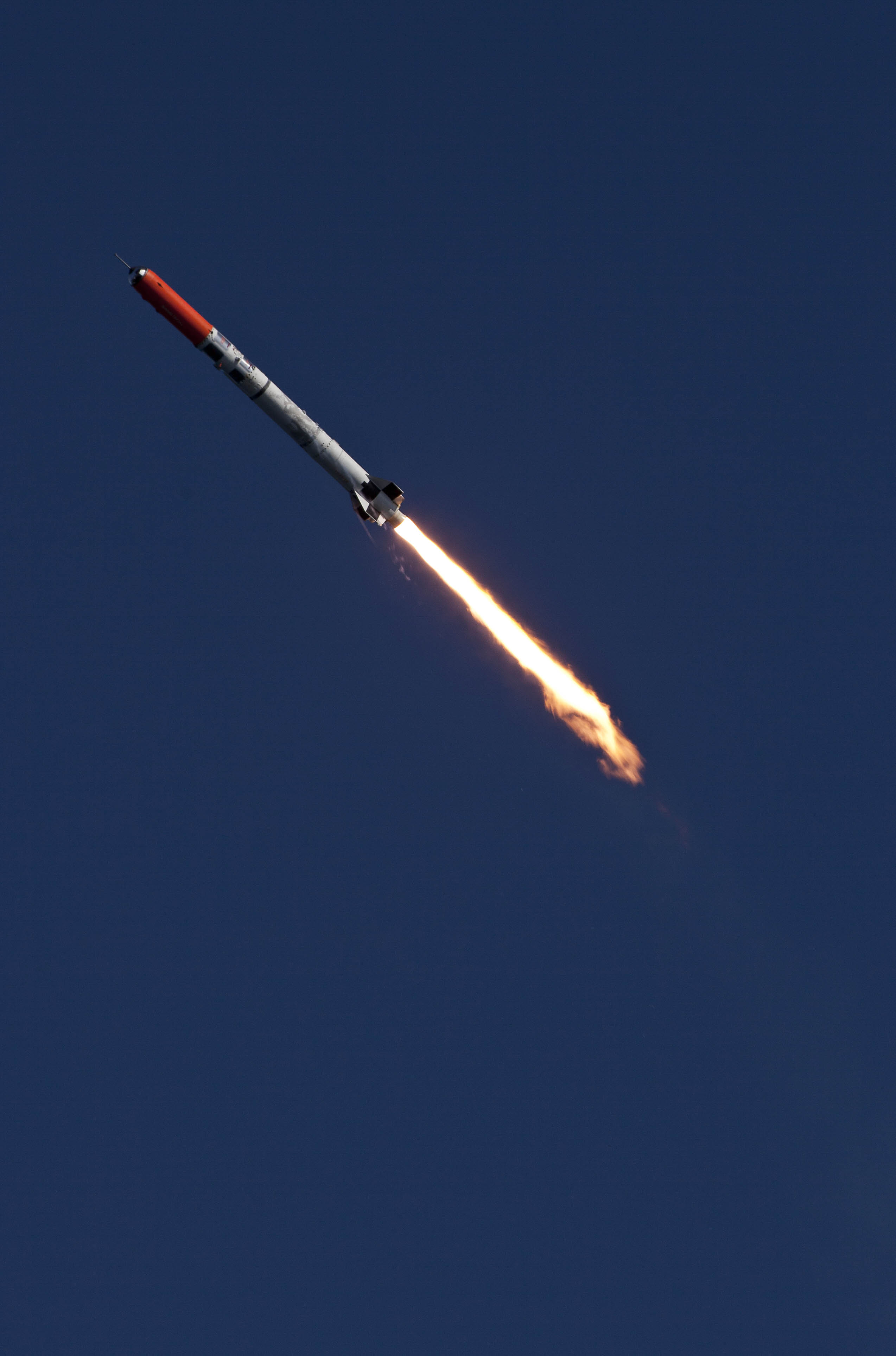
Lift-off succesvol. Supersonische snelheid behaald

De Heat 1X Tycho Brahe is een project van het Deense bedrijf Copenhagen Suborbitals met een eenpersoonsruimteschip (Tycho Brahe) en raket (Heat 1X), waarvan de lancering op zondag 5 september 2010 zou plaatsvinden. Het ruimteschip is vernoemd naar Tycho Brahe, een Deens astronoom uit de 16e eeuw.
Het was de bedoeling vanuit de haven van Nexø op Bornholm naar coördinaten 55° 2′ 57″ NB, 15° 36′ 11″ OL te varen, vanwaar de lancering zou plaatsvinden. De eerste poging mislukte omdat een ventiel het mogelijk begeven heeft. De tweede lancering heeft plaatsgevonden op de 3e juni 2011. Op 30 juni van dat jaar maakte Kristian von Bengtson, een van de initiatiefnemers, bekend dat het nieuwe project Heat 2X Max zal heten. Heat 1X werd zodanig beschadigd dat het afgeschreven moest worden.

## Het project
Dit privéproject van Peter Madsen en Kristian von Bengtson heeft slechts 300.000 Deense kronen (40.000 euro) gekost. Dit bedrag is door hen beiden en sponsoren in het project gestopt.
Het cilindervormige ruimteschip is gemonteerd boven op de raket, is in totaal 9 meter lang en weegt 1,6 ton. Het is het eerste project in Denemarken door amateurs van Copenhagen Suborbitals in Kopenhagen.
De raket HEAT 1X en het ruimteschip Tycho Brahe werden met een onderzeeër Nautilus, eveneens eigendom van de Denen Madsen en Von Bengtson, vanaf Kopenhagen vervoerd naar Bornholm waar alles werd opgesteld op het drijvende lanceerplatform met de naam Sputnik net buiten Nexø haven. Alles is in eigen beheer gebouwd, zowel de raket, de onderzeeër als het lanceerplatform.
Volgens het tijdschrift Ingeniøren (de ingenieur) zou er bij de eerstvolgende lancering een dummy-astronaut (een pop) worden gebruikt. Het dient als test voor een lancering in de toekomst waarbij volgens de toenmalige plannen Peter Madsen zelf plaats zou nemen in het ruimteschip.
Het duo heeft 2,5 jaar gewerkt aan dit project en hoopt een hoogte van 30 km te bereiken.
Von Bengtson sprak over een goedkoop alternatief: "Onze raket kost net zoveel als een goede auto in Denemarken en ook zoveel als een deurhandgreep van NASA". Waar NASA problemen oploopt en er naar dure oplossingen wordt gezocht, zijn Madsen en Bengtson naar de lokale discount-markt gegaan. Madsen en Bengtson: "We zijn ons ervan bewust dat die van NASA denken, dat we een paar schroeven los hebben" maar "Dit is de meest simpele ruimteraket die ooit is gebouwd. We hebben de meest eenvoudige materialen gebruikt die we konden vinden".
In een interview bij het tv-programma Goedemorgen Denemarken werden de volgende uitspraken gedaan:
"Indien het lukt, is Denemarken de vierde natie die succesvol een bemand ruimteschip heeft gelanceerd. De raket is 9 meter lang en zal (als het lukt) 30 km hoogte behalen. Het ruimteschip mag binnen de periode 31 augustus tot en met 17 september 2010 gelanceerd worden."
"De brandstof [vloeibare zuurstof] is −200°C en dat zorgt ervoor dat ventielen bevriezen. Ter voorkoming daarvan hebben we een föhn gekocht van 39 kronen in Føtex [supermarkt] om die ventielen vorstvrij te houden. Had NASA hiervoor gestaan, of Airodyne, dan had men een dure oplossing gekozen...."
Op 16 mei 2010 werd een test uitgevoerd waarbij gekeken werd of de motor goed functioneerde. "Het vibreerde enorm (9,5 hertz)".
Op 3 juni 2011 lukte het om de Heat 1X Tycho Brahe te lanceren. Het ruimtevaartuig bereikte een hoogte van 2,8 km en haalde een supersonische snelheid (ca. 1200 km/h). Hoewel de raket een andere baan begon te volgen, zodat de motor uitgeschakeld moest worden en de 16 km hoogte niet bereikt werd, noemde Von Bengtson het een succes. De on-board camera's hebben de lancering overleefd, en ook de dummy in het vaartuig is zonder schade uit zee opgevist.
Sinds 2014 is Peter Madsen niet meer bij Copenhagen Suborbitals betrokken. Hij begon zijn eigen bedrijf Rocket Madsen Space Lab. Hij heeft zijn ruimtevaartactiviteiten volledig moeten beëindigen nadat hij de onderzeeër Nautilus, die de Heat 1X Tycho Brahe in 2011 naar Bornholm gebracht had, in augustus 2017 gebruikt had voor activiteiten die in april 2018 leidden tot zijn veroordeling tot een levenslange gevangenisstraf.

## Technische informatie
Een aantal vaartuigen waren aanwezig voor de lancering van de Heat 1X Tycho Brahe op 3 juni 2011.

### Heat 1X Tycho Brahe
Feiten over de Heat 1X Tycho Brahe:
- Roepletters: OZ2SPACE
- MMSI: 2F2SPACE-7
- www.CopenhagenSuborbitals.com 13.8 V
- 16W, antenne HAAT 12 m, 6 dBi 135°, bereik 19,2 km
- Massa: 1,5 ton
- Lengte: 9 m
- Sturing: Active (Rollerons) Passief met vinnen
- Neus: Aerospike om luchtweerstand te breken
- Verwachte hoogte: 20–30 km
- Bereikte hoogte: 8,5 km
- Brændstof: 300 kg Polyurethane (PUR) + 500 kg vloeibare zuurstof (LOX)
- Verbrandingstemperatuur: ca. 3200 °C
- Brandtijd: 20 sec.
- Stuwkracht: 69 kN (~ 7 ton) of 125.000 pk
- Last: Dummykapsule incl. plastic pop, komt neer met 3 valschermen
- Lanceringsplaats: 30 km ten oosten van Bornholm: ES D 139
- Prijs: 300.000 Deense kronen (€ 40.000 euro)

### Sputnik
Lanceerplatform.
Technische informatie:
- Roepletters: XPE3457
- MMSI: 219015813
- Type schip: Cargo
- Lengte X breedte: 14 m X 12 m
- Geregistreerde snelheid (max./gemiddeld): 5,6/5,2 knopen

### Leopold Rosenfeldt
Leopold Rosenfeldt, ter plaatse om assistentie te verlenen, en om het ruimteschip te bergen.
Technische informatie:
- Roepletters: OZ1VHG
- MMSI: 219002761[dode link]
- Type schip: reddingsvaartuig (SAR)
- Lengte X breedte: 23 m X 6 m
- Geregistreerde snelheid (max./gemiddeld): 16,9 /13 knopen

### MHV 903 Hortø
Hortø, het schip van de Deense marine, fungeerde wederom (net als in 2010) als Mission Control.
Technische informatie:
- Roepletters: OVLC
- MMSI: 219000167
- Type schip: reddingsvaartuig (SAR)
- Lengte X breedte: 27 m X 6 m
- Geregistreerde snelheid (max./gemiddeld): 12,8/8,6 knopen

## Statische raketmotortests
| DATE       | ENGINE TYPE | OXIDIZER       | FUEL         |  |
| 2010-05-16 | HEAT-1XP    | LOX            | Polyurethane |  |
| 2010-03-20 | HATV        | LOX            | Polyurethane |  |
| 2010-03-05 | HATV        | LOX (blowdown) |              |  |
| 2010-02-28 | HEAT-1X     | LOX            | Paraffin wax |  |
| 2009-12-13 | HATV        | LOX            | Paraffin wax |  |
| 2009-10-17 | HATV        | LOX            | Paraffin wax |  |
| 2009-09-20 | BabyHEAT    | LOX            | Paraffin wax |  |
| 2009-09-11 | BabyHEAT    | LOX            | Paraffin wax |  |
| 2009-09-11 | BabyHEAT    | LOX            | Paraffin wax |  |
| 2009-09-05 | BabyHEAT    | LOX            | Paraffin wax |  |
| 2009-09-05 | BabyHEAT    | LOX            | Paraffin wax |  |
| 2009-09-04 | BabyHEAT    | LOX            | Paraffin wax |  |
| 2009-08-07 | BabyHEAT    | LOX            | Paraffin wax |  |
| 2009-06-14 | HATV        | LN2O           | Epoxy        |  |
| 2009-03-08 | HATV        | LN2O           | Epoxy        |  |
| 2009-02-07 | XLR-2       | LN2O           | Epoxy        |  |
| 2008-11-16 | XLR-2       | LN2O           | Epoxy        |  |
| 2008-10-19 | XLR-2       | LN2O           | Epoxy        |  |

## Lanceertests

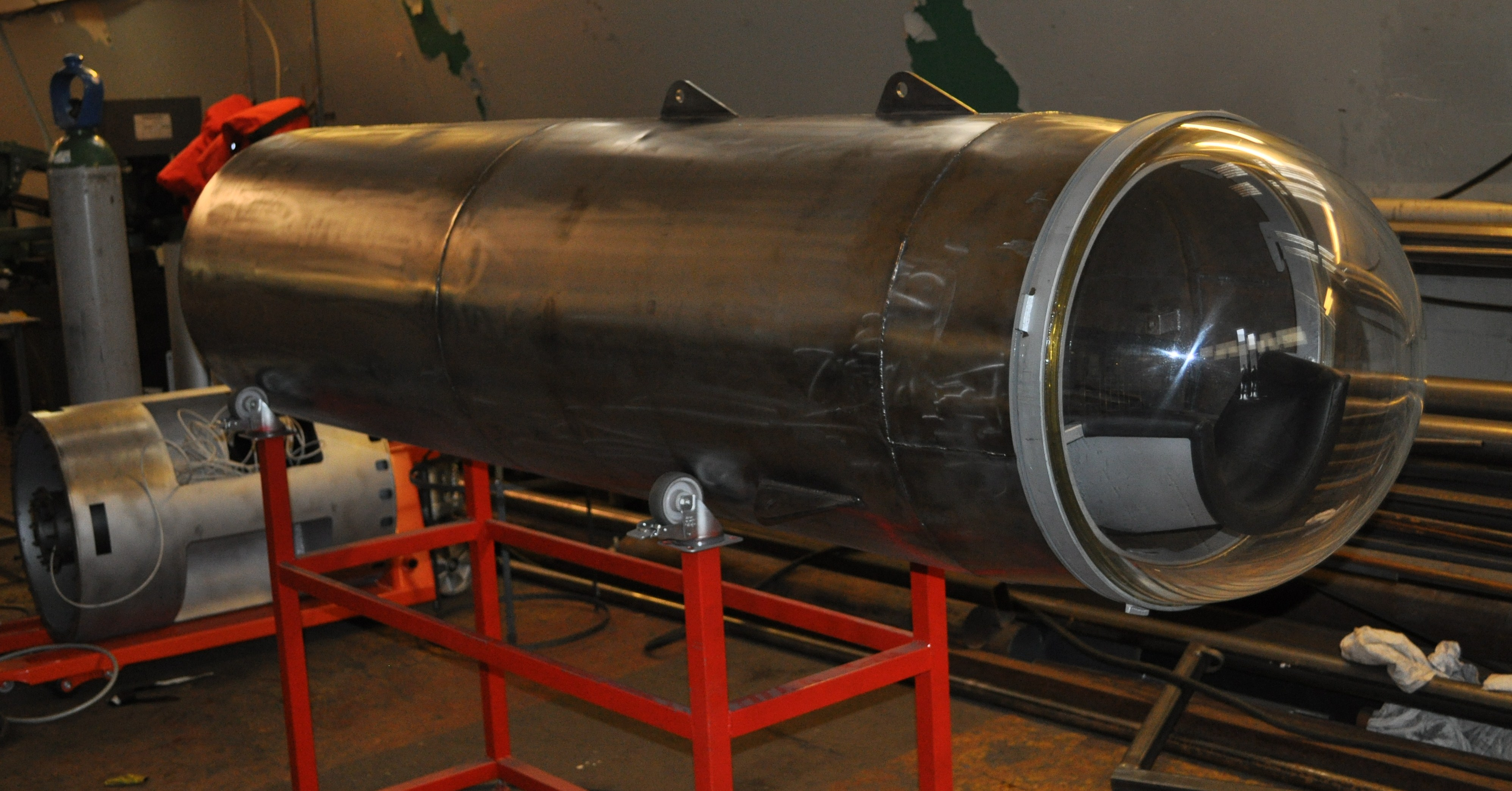
Tycho Brahe

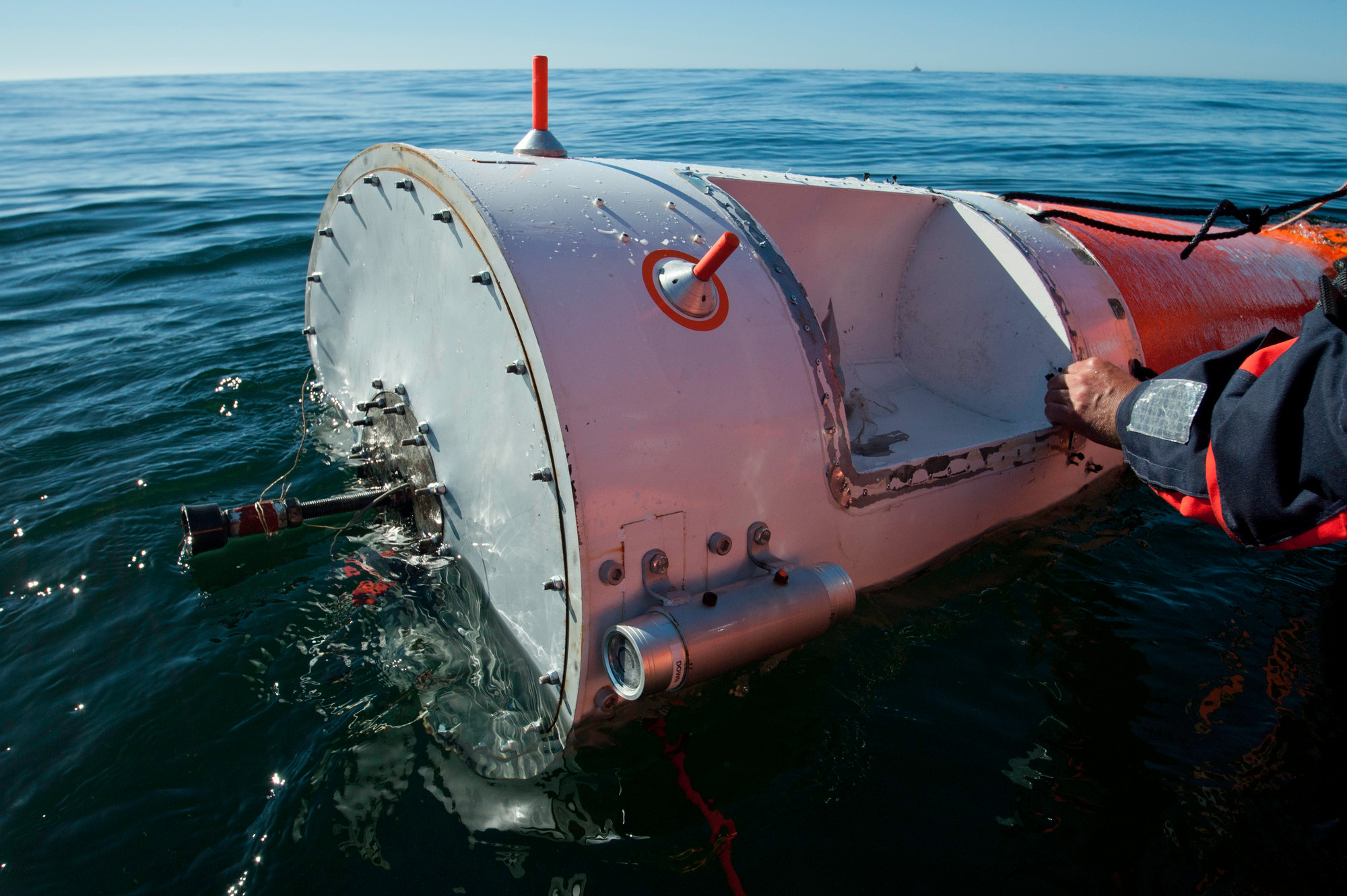
Tycho Brahe landde na de lancering in de Oostzee

De lancering is altijd afhankelijk van het weer, de datum kan daarom worden aangepast. De lancering van de HEAT-1X-Tycho Brahe was voorzien voor zaterdag 4 september 2010, en werd uitgesteld naar zondag 5 september 2010. Ook op die dag kwam uitstel.
De autoriteiten gaven hun goedkeuring voor een nieuwe lanceerpoging in de periode 1 juni - 18 juni 2011. Op 3 juni werd de tweede test succesvol uitgevoerd, waarbij een hoogte van 8,5 km werd bereikt. Hoewel de 16 km niet werd bereikt, noemde Von Bengtson het op TV2 een eerste succes.

## Video van de lancering
- vanuit de cockpit
- TV2 live